# MTV Video Music Awards 2015
Les MTV Video Music Awards 2015 ont eu lieu le 30 août 2015 au Microsoft Theater de Los Angeles. La cérémonie a été animée et présentée par la chanteuse Miley Cyrus. Ce sera la 32e cérémonie annuelle des MTV Video Music Awards. Les artistes qui dominent les nominations cette année sont la chanteuse Taylor Swift avec pas moins de 10 nominations, suivi du chanteur Ed Sheeran avec 6 nominations ainsi que la chanteuse Beyoncé et le chanteur, DJ, guitariste Mark Ronson qui ont tous deux 5 nominations. L'artiste le plus récompensé lors de la soirée est Taylor Swift avec 4 trophées.

## Lieu de la cérémonie

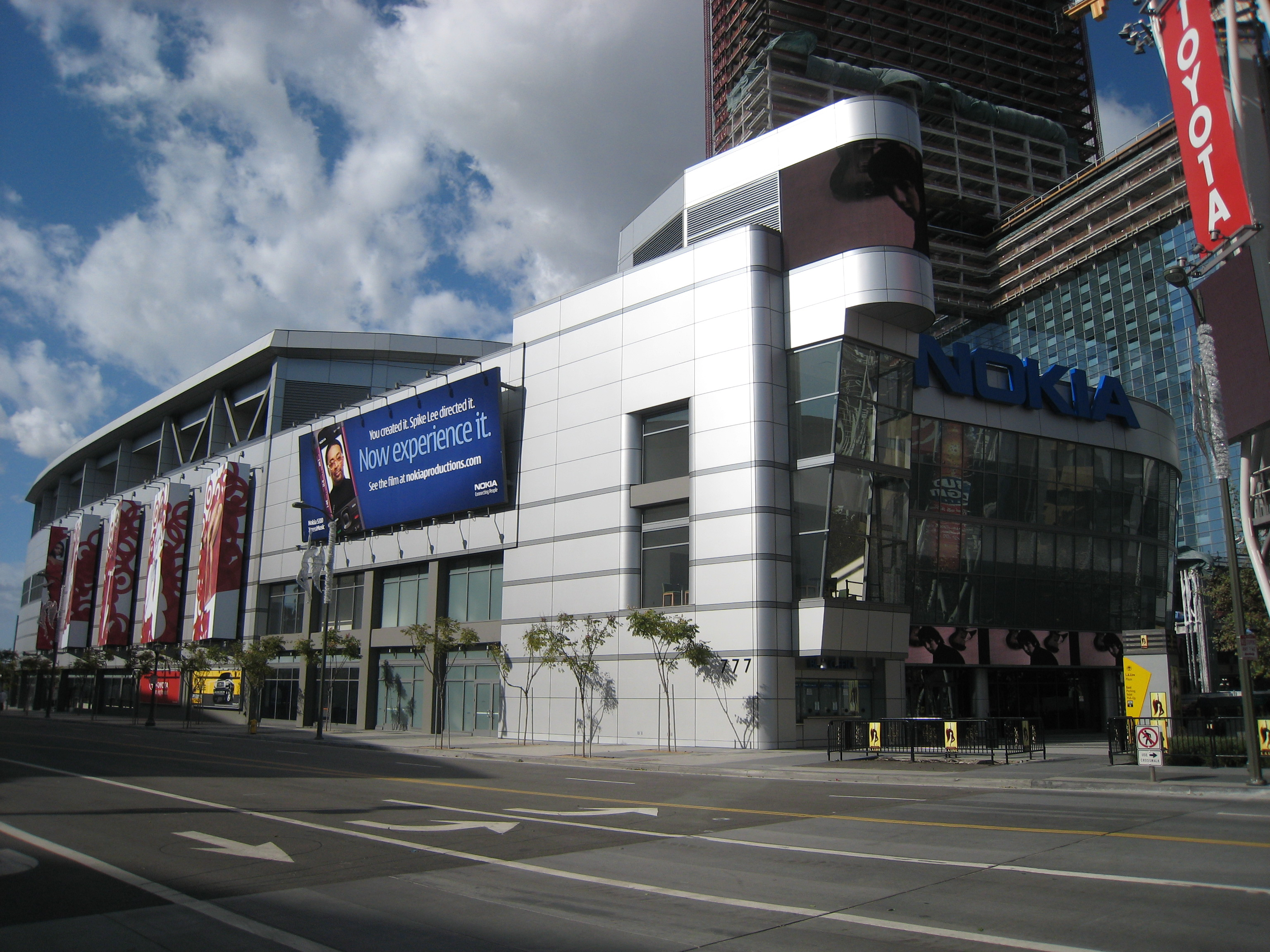
Microsoft Theater.

La 32e cérémonie des MTV Video Music Awards s'est déroulée au Microsoft Theater qui se situe dans le quartier de Downtown en plein centre-ville de Los Angeles juste à côté du Staples Center. Cette salle peut accueillir 7 100 spectateurs.

## Interprétations scéniques
| Artiste(s)                                                                | Chanson(s) |
| Pré-cérémonie                                                             | Pré-cérémonie |
| ------------------------------------------------------------------------- | --- |
| Walk the Moon                                                             | Shut Up and Dance Different Colors |
| Todrick Hall                                                              | Nommés de la Vidéo de l'Année (Uptown Funk, 7/11, Bad Blood)                                                                                               |
| Nick Jonas                                                                | Levels |
| Principales                                                               | |
| Nicki Minaj Taylor Swift                                                  | Trini Dem Girls (interprété par Nicki Minaj) The Night Is Still Young (interprété par Nicki Minaj et Taylor Swift) Bad Blood (interprété par Taylor Swift) |
| Macklemore & Ryan Lewis Eric Nally Melle Mel Kool Moe Dee Grandmaster Caz | Downtown |
| The Weeknd                                                                | Can't Feel My Face |
| Demi Lovato Iggy Azalea                                                   | Cool for the Summer |
| Justin Bieber                                                             | Where Are Ü Now What Do You Mean? |
| Tori Kelly                                                                | Should've Been Us |
| Pharrell Williams                                                         | Freedom |
| Twenty One Pilots A$AP Rocky                                              | HeavyDirtySoul M$ Message Man Labe Boy L$D |
| Miley Cyrus                                                               | Dooo It ! |

## Présentation
Lors de la pré-cérémonie
- Kelly Osbourne et Sway Calloway — hôtes
- Carly Aquilino, Nessa Diab et Awkwafina — tapis rouge
- Kelly Osbourne et Jeremy Scott — remise du prix du meilleur clip vidéo rock

Présentation principale
- Britney Spears — remise du prix du meilleur clip vidéo masculin
- Jared Leto — introduction pour présenter la performance de The Weeknd
- Rebel Wilson — remise du prix du meilleur clip vidéo hip-hop
- Big Sean et Nick Jonas — remise du prix du meilleur clip vidéo féminin
- Hailee Steinfeld — introduction pour présenter la performance de Demi Lovato
- Serayah et Jussie Smollett — remise du prix du meilleur clip vidéo comportant un message social
- Ne-Yo et Kylie Jenner — introduction pour présenter la performance de Tori Kelly
- Taylor Swift — remise du prix Vanguard
- John Legend — introduction pour présenter la performance de Pharrell Williams
- Rita Ora et Emily Ratajkowski — remise du prix du meilleur nouvel artiste
- Miguel et Gigi Hadid — introduction pour présenter la performance de Twenty One Pilots et A$AP Rocky
- Ice Cube et O'Shea Jackson Jr. — remise du prix du meilleur clip vidéo de l'année

## Nominations

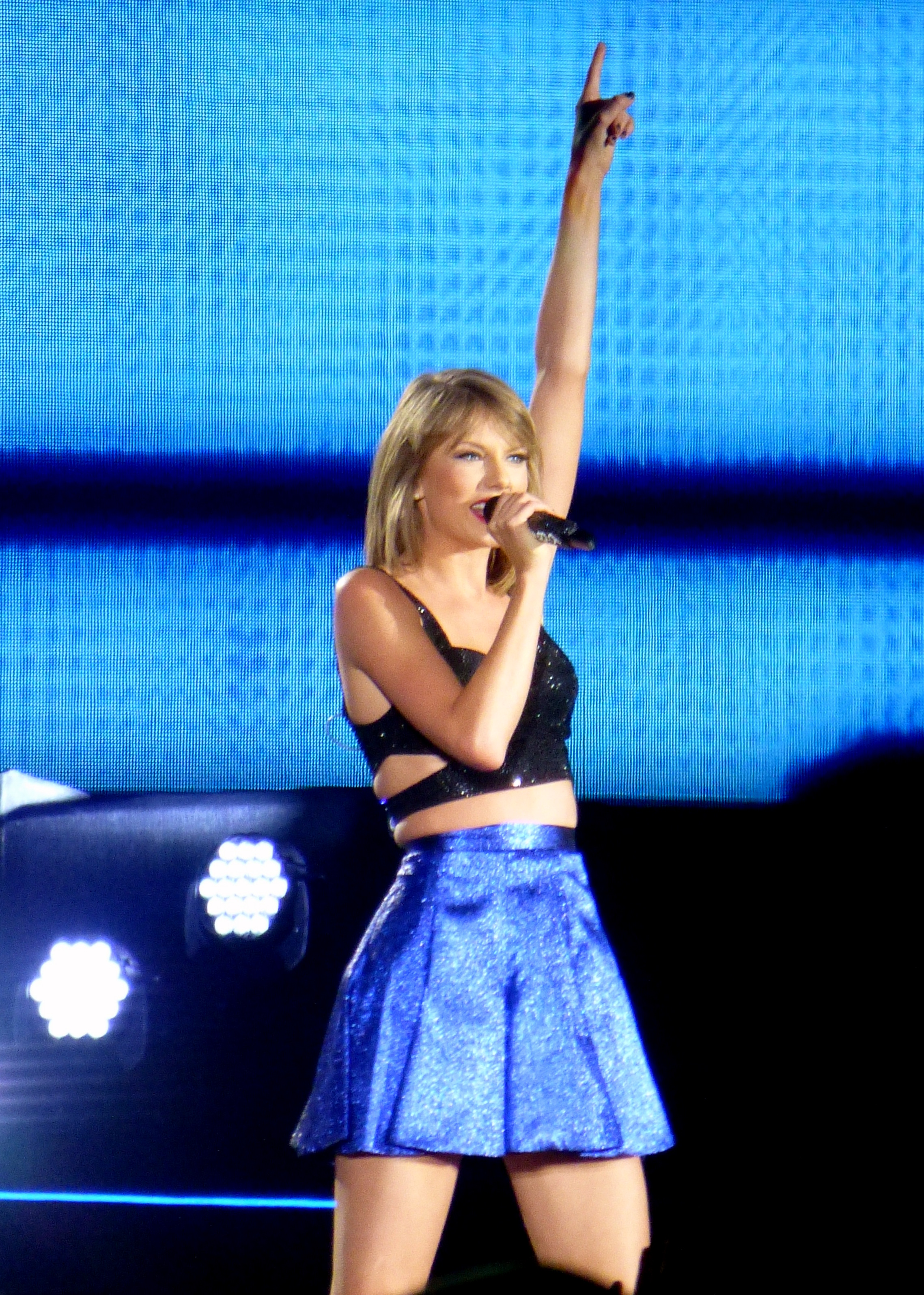
Taylor Swift a été l'artiste la plus récompensée lors de cette cérémonie avec 4 trophées gagné notamment celui du clip vidéo de l'année avec sa chanson Bad Blood, qui est sa première victoire dans cette catégorie.

### Clip vidéo de l’année
Taylor Swift (et  Kendrick Lamar) — « Bad Blood »
- Beyoncé — « 7/11 »
- Ed Sheeran — « Thinking Out Loud »
- Kendrick Lamar — « Alright »
- Mark Ronson (et  Bruno Mars) — « Uptown Funk »

### Meilleur clip vidéo masculin
Mark Ronson (et  Bruno Mars) — « Uptown Funk »
- Ed Sheeran — « Thinking Out Loud »
- Kendrick Lamar — « Alright »
- Nick Jonas — « Chains »
- The Weeknd — « Earned It »

### Meilleur clip vidéo féminin
Taylor Swift — « Blank Space »
- Beyoncé — « 7/11 »
- Ellie Goulding — « Love Me Like You Do »
- Nicki Minaj — « Anaconda »
- Sia — « Elastic Heart »

### Meilleur nouvel artiste
Fetty Wap — « Trap Queen »
- FKA twigs — « Pendulum »
- George Ezra — « Budapest »
- James Bay — « Hold Back The River »
- Vance Joy — « Riptide »

### Meilleur clip vidéo pop
Taylor Swift — « Blank Space »
- Beyoncé — « 7/11 »
- Ed Sheeran — « Thinking Out Loud »
- Mark Ronson (et  Bruno Mars) — « Uptown Funk »
- Maroon 5 — « Sugar »

### Meilleur clip vidéo hip-hop
Nicki Minaj — « Anaconda »
- Big Sean (et  E-40) — « I Don't Fuck With You »
- Fetty Wap — « Trap Queen »
- Kendrick Lamar — « Alright »
- Wiz Khalifa (et  Charlie Puth) — « See You Again »

### Meilleur clip vidéo rock
Fall Out Boy — « Uma Thurman »
- Arctic Monkeys — « Why'd You Only Call Me When You're High? »
- Florence + The Machine — « Ship To Wreck »
- Hozier — « Take Me to Church »
- Walk the Moon — « Shut Up and Dance »

### Meilleure collaboration
Taylor Swift (et  Kendrick Lamar) — « Bad Blood »
- Ariana Grande (et  The Weeknd) — « Love Me Harder »
- Jessie J,  Ariana Grande &  Nicki Minaj — « Bang Bang »
- Mark Ronson (et  Bruno Mars) — « Uptown Funk »
- Wiz Khalifa (et  Charlie Puth) — « See You Again »

### Meilleur clip vidéo comportant un message social
Big Sean (et  Kanye West &  John Legend)— « One Man Can Change The World »
- Colbie Caillat — « Try »
- Jennifer Hudson — « I Still Love You »
- Rihanna — « American Oxygen »
- Wale — « The White Shoes »

### Chanson de l'été
5 Seconds of Summer — « She's Kinda Hot »
- Fetty Wap — « My Way »
- / Fifth Harmony —  « Worth It »
- Selena Gomez (et  A$AP Rocky) — « Good For You »
- David Guetta (et  Nicki Minaj) — « Hey Mama »
- Demi Lovato — « Cool for the Summer »
- // Major Lazer — « Lean On »
- OMI — « Cheerleader »
- Silentó — « Watch Me »
- Skrillex &  Diplo (et  Justin Bieber) — « Where Are Ü Now »
- Taylor Swift — « Bad Blood »
- The Weeknd — « Can't Feel My Face »

### PrixVanguard/Michael Jacksonde l’artiste ayant eu un impact important sur la culture musicale
Kanye West

## Catégories professionnelles

### Meilleure direction artistique
Snoop Dogg — « So Many Pros » (Directeur artistique : Jason Fijal)
- The Chemical Brothers — « Go » (Directrice artistique : Michel Gondry)
- Jack White — « Would You Fight For My Love » (Directeur artistique : Jeff Peterson)
- Skrillex & Diplo (et Justin Bieber) — « Where Are Ü Now » (Directeur artistique : Brewer)
- Taylor Swift (et Kendrick Lamar) — « Bad Blood » (Directeur artistique : Charles Infante)

### Meilleure chorégraphie
OK Go — « I Won't Let You Down » (Chorégraphe : OK Go, Air:Man & Mori Harano)
- Beyoncé — « 7/11 » (Chorégraphe : Beyoncé & Chris Grant) (Chorégraphies supplémentaires : Gabriel Valenciano)
- Chet Faker — « Gold » (Chorégraphes : Ryan Heffington)
- Ed Sheeran — « Don't » (Chorégraphe : Nappy Tabs)
- Flying Lotus (et Kendrick Lamar) — « Never Catch Me » (Chorégraphes : Keonr & Mari Madrid)

### Meilleure photographie
Flying Lotus (et Kendrick Lamar) — « Never Catch Me » (Directeur de la photographie : Larkin Sieple)
- Alt-J — « Left Hand Free » (Directeurs de la photographie : Mike Simpson)
- Ed Sheeran — « Thinking Out Loud » (Directeur de la photographie : Daniel Pearl)
- FKA twigs — « Two Weeks » (Directeur de la photographie : Justin Brown)
- Taylor Swift (et Kendrick Lamar) — « Bad Blood » (Directeur de la photographie : Christopher Probst

### Meilleure réalisation
Kendrick Lamar — « Alright » (Réalisateur : Colin Tilley & The Little Hormies)
- Childish Gambino — « Sober » (Réalisateurs : Hiro Murai)
- Hozier — « Take Me to Church »  (Réalisatrice : Brendan Canty & Conal Thomson of Feel Good Lost)
- Mark Ronson (et Bruno Mars) — « Uptown Funk » (Réalisateur : Bruno Mars & Cameron Duddy)
- Taylor Swift (et Kendrick Lamar) — « Bad Blood » (Réalisateurs : Joseph Kahn)

### Meilleur montage
Beyoncé — « 7/11 » (Monteur : Beyoncé, Ed Burke & Jonathan Wing)
- A$AP Rocky — « L$D » (Monteur : Dexter Navy)
- Ed Sheeran — « Don't » (Monteur : Jacquelyn London)
- Skrillex & Diplo (et Justin Bieber) — « Where Are Ü Now » (Monteur : Brewer)
- Taylor Swift (et Kendrick Lamar) — « Bad Blood » (Monteur : Chancler Haynes & Cosmo Street)

### Meilleurs effets visuels
Skrillex & Diplo (et Justin Bieber) — « Where Are Ü Now » (Effets visuels : Brewer)
- Childish Gambino — « Telegraph Ave » (Effets visuels : Gloria FX)
- FKA twigs — « Two Weeks » (Effets visuels : Gloria FX, Tomash Kuzmytskyi & Max Chyzhevskyy)
- Taylor Swift (et Kendrick Lamar) — « Bad Blood » (Effets visuels : Ingenuity Studios)
- Tyler, The Creator — « Fucking Young/Death Campo » (Effets visuels : Gloria FX)